# Веннберг, Александр
Александр Веннберг (швед. Alexander Wennberg; 22 сентября 1994; Стокгольм, Швеция) — шведский хоккеист, центральный нападающий клуба НХЛ «Сан-Хосе Шаркс».

## Биография

### Ранние годы
Александр начинал свою карьеру, играя за молодёжную команду клуба «Юргорден». После того, как он набрал 19 очков в 42 играх, был приглашён во взрослый состав команды «Юргорден», выступающей в Шведской хоккейной лиге (SHL). Однако не смог себя проявить, поэтому следующий сезон так же начинал с игры в молодёжном составе. Вскоре опять был приглашен во взрослый состав, который незадолго до этого был понижен в лиге от Шведской хоккейной лиги (SHL) до Аллсвенскана. Несмотря на это он выступил успешно, набрав 32 очка в 46 играх.
В следующем сезоне Александр перешёл в состав игроков шведского клуба Фрёлунда, где он набрал 21 очко в 50 играх, а также 1 очко (1 гол) в 7 матчах плей-офф. По итогам сезона он забросил больше всех шайб среди новичков(16) и был назван Игроком года среди хоккеистов-юниоров.

### Клубная карьера
После своих успешных выступлений Веннберг был выбран клубом НХЛ «Коламбус Блю Джекетс» на драфте НХЛ 2013 года под общим 14-м номером. Хоккеист присоединился к клубу в 2014 году и подписал трехлетний контракт в мае 2014 года. 22 декабря 2014 он забил свой первый гол в НХЛ в ворота «Нэшвилл Предаторз».
Первый сезон в «Коламбус» шведский нападающий начал не очень уверенно, заработав себе худший показатель полезности в команде и за свою карьеру, но к концу сезона прибавил и почувствовал свою игру. В активе Веннберга 68 игр за Коламбус, в которых он набрал 20 очков (4+16).
Следующий сезон прошёл для Александра лучше. Он провел 69 игр с показателем полезности − 1 и набрал в них 40 очков (8+32). По итогу сезона у него наибольшее количество голевых передач среди одноклубников.
28 июля 2024 года в качестве свободного агента подписал трёхлетний контракт с «Сиэтл Кракен» на сумму $13,5 млн.
8 марта 2024 года был обменян в «Нью-Йорк Рейнджерс» на выбор во втором раунде драфта 2024 года и условное право выбора в четвёртом раунде драфта 2025 года.
1 июля 2024 года в качестве свободного агента подписал двухлетний контракт с «Сан-Хосе Шаркс» на сумму $10 млн.

### Международная карьера
12 апреля 2012 года Веннберг провел свою первую игру за национальную сборную Швеции против сборной Германии. Первым международным соревнованием Веннберга стал юниорский чемпионат мира 2012 года. Сборная Швеции заняла второе место, уступив в финале команде США. На этом турнире Александр набрал в 6 матчах 9 очков.
На молодёжном чемпионате мира 2013 года Веннберг также выступал за сборную Швеции, набрав в 6 матча 3 очка. По итогам турнира сборная Швеции заняла второе место уступив в финале сборной США.
Веннберг также принимал участие на молодёжном чемпионате мира 2014, где сборная Швеции снова заняла второе место, проиграв в финале сборной Финляндии. По итогам турнира Александр в 7 матчах набрал 7 очков.

## Статистика
| Легенда | Легенда                    | Легенда | Легенда                   | Легенда | Легенда    |
| ------- | -------------------------- | ------- | ------------------------- | ------- | ---------- |
| И       | Количество проведённых игр | Штр     | Штрафное время            | +/−     | Плюс-минус |
| Г       | Голы                       | П       | Голевые передачи          | О       | Очки       |
| -       | Статистика неизвестна      | —       | Статистика не учитывалась |         |            |